# さいたま市立高等看護学院
さいたま市立高等看護学院（さいたましりつこうとうかんごがくいん）とは、埼玉県さいたま市緑区にある専修学校である。浦和市立高等看護学院として開校した。

## 概要
情操豊かな人間性を養い、看護に必要な専門的知識と技術を修得させ、社会に貢献することのできる有能な看護師を育成することを目的としている。1977年（昭和52年）に、浦和医師会の協力をもって、東日本初の定時制3年課程のモデル校として、浦和市立高等看護学院が設立された。さいたま市立病院（旧浦和市立病院）に隣接している。

## 沿革
- 1977年（昭和52年）4月1日 - 浦和市立高等看護学院が開校。
- 1992年（平成4年）4月1日 - 女子学生宿舎の桜花寮を開設。
- 2001年（平成13年）5月1日 - 浦和市・大宮市・与野市が合併し、さいたま市が発足。名称がさいたま市立高等看護学院に変更される。
- 2015年（平成27年）12月 - 隣接する市立病院建替の一環で看護学院も移転建て替えが開始。現校舎の隣接地に建設。
- 2017年（平成29年）3月 - 移転建替が完了。

## 周辺施設
- さいたま市立病院
- さいたま市立浦和博物館
- さいたま市立さくら草特別支援学校

## 所在地
- 埼玉県さいたま市緑区大字三室2460番地